# Phaeochoropsis
Phaeochoropsis är ett släkte av svampar. Phaeochoropsis ingår i familjen Phaeochoraceae, ordningen Phyllachorales, klassen Sordariomycetes, divisionen sporsäcksvampar och riket svampar.
|                | Serenomyces |
|                | |
|                | Phaeochora |
|                | |
| Phaeochoropsis | \| \| Phaeochoropsis diplothemiifolii \| \| \| \| \| \| Phaeochoropsis mucosa \| \| \| \| \| \| Phaeochoropsis neowashingtoniae \| \| \| \| \| \| Phaeochoropsis palmicola \| \| \| \| |
|                | \| \| Phaeochoropsis diplothemiifolii \| \| \| \| \| \| Phaeochoropsis mucosa \| \| \| \| \| \| Phaeochoropsis neowashingtoniae \| \| \| \| \| \| Phaeochoropsis palmicola \| \| \| \| |
|                | Cocoicola |
|                | |
|                | Phaeochoropsis diplothemiifolii |
|                | |
|                | Phaeochoropsis mucosa |
|                | |
|                | Phaeochoropsis neowashingtoniae |
|                | |
|                | Phaeochoropsis palmicola |
|                | |

|  | Phaeochoropsis diplothemiifolii |
|  |                                 |
|  | Phaeochoropsis mucosa           |
|  |                                 |
|  | Phaeochoropsis neowashingtoniae |
|  |                                 |
|  | Phaeochoropsis palmicola        |
|  |                                 |